# Ivančinské močiare
Ivančinské močiare jsou chráněný areál v katastrálních územích obcí Slovenské Pravno a Ivančiná v okrese Turčianske Teplice v Žilinském kraji na Slovensku. Území bylo vyhlášeno v roce 2003 a jeho rozloha je 2,93 hektaru. Předmětem ochrany je lokalita s výskytem mokřadních druhů rostlin, vodních ptáků, obojživelníků, bezobratlých a jejich společenstev.